# Saint-Lô-d'Ourville
Saint-Lô-d'Ourville är en kommun i departementet Manche i regionen Normandie i norra Frankrike. Kommunen ligger i kantonen Barneville-Carteret som tillhör arrondissementet Cherbourg. År 2018 hade Saint-Lô-d'Ourville 495 invånare.

## Befolkningsutveckling
Antalet invånare i kommunen Saint-Lô-d'Ourville
| Referens: INSEE |